# Rad am Ring
Le Rad am Ring est une course cycliste sur route masculine disputée au Nürburgring, en Allemagne. Créée en 2016, elle est inscrite au calendrier de l'UCI Europe Tour, en catégorie 1.1 et fait partie d'un festival de cyclisme portant le même nom.
Cette course est également nommée « Rudi Altig Race », en hommage au coureur allemand Rudi Altig, mort en 2016 et champion du monde sur route au Nürburgring en 1966.

## Palmarès
| Année | Vainqueur | Deuxième          | Troisième        |
| ----- | --------- | ----------------- | ---------------- |
| 2016  | Paul Voss | Gregor Mühlberger | Jan Tratnik      |
| 2017  | Huub Duyn | Wout van Aert     | Dimitri Peyskens |

## Site officiel
- Site officiel